# Ришка (Клуж)
Ришка (рум. Râșca) — село у повіті Клуж в Румунії. Входить до складу комуни Ришка.
Село розташоване на відстані 346 км на північний захід від Бухареста, 37 км на захід від Клуж-Напоки.

## Населення
За даними перепису населення 2002 року у селі проживала 1061 особа, з них 1059 осіб (99,8%) румунів. Рідною мовою 1059 осіб (99,8%) назвали румунську.